# Solringen

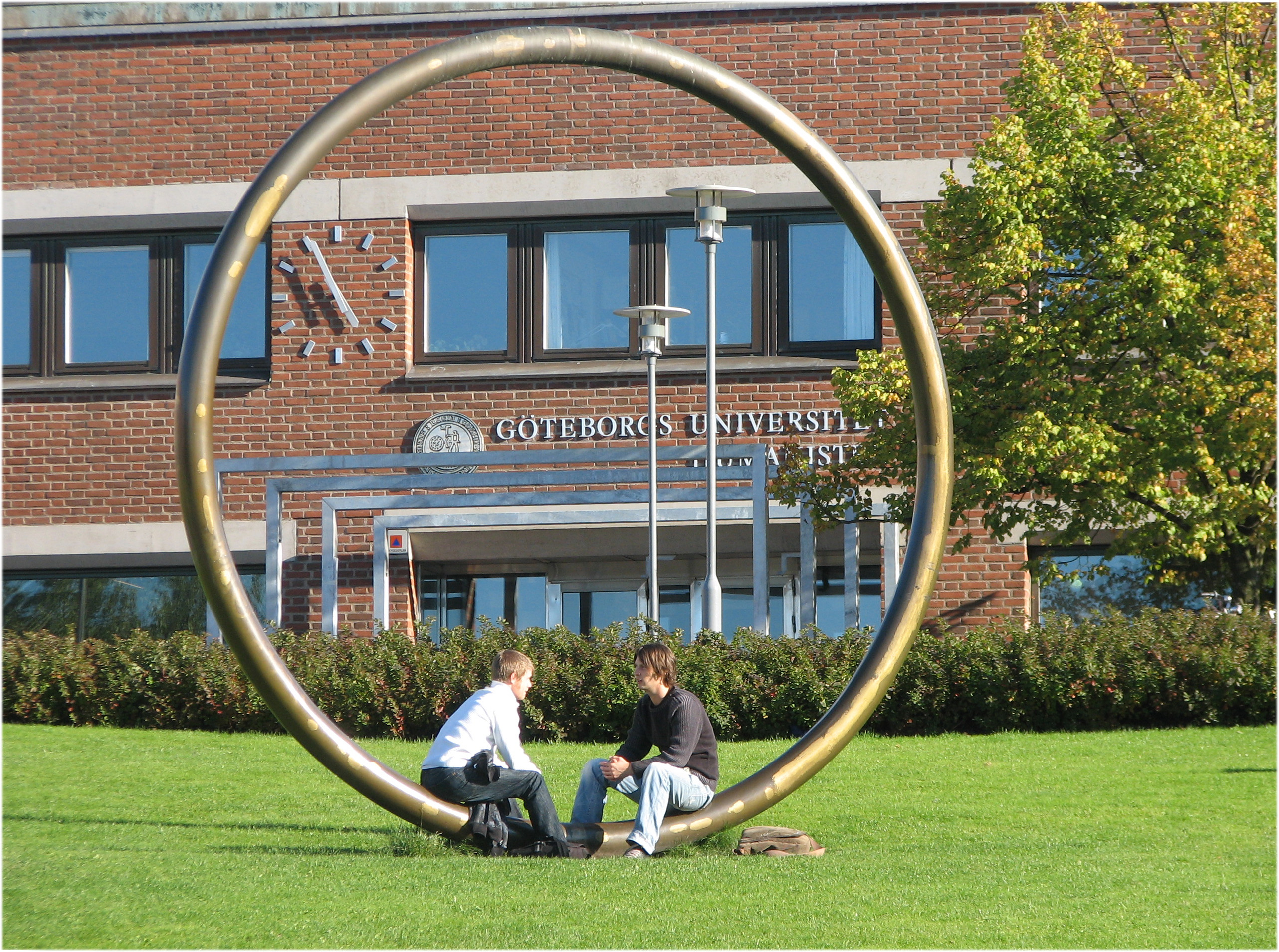
Solringen framför Humanisten.

Solringen är en skulptur i aluminiumbrons och granit av Claes Hake. Den 4,4 meter höga ringen placerades 1993 i Renströmsparken framför universitetsbyggnaden Humanisten och Universitetsbiblioteket i Göteborg.
Solringen finns även i patinerad brons på Springvandspladsen i Hjørring i Danmark som del i fontänskulpturen Ringen. Även detta exemplar uppfördes 1993.